# Ruston & Hornsby

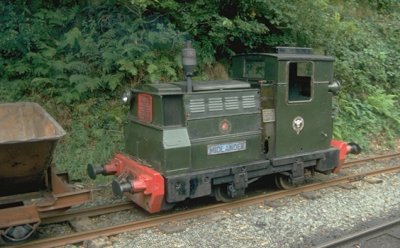
Smalspoor diesellocomotief gebouwd door Ruston & Hornsby in 1940

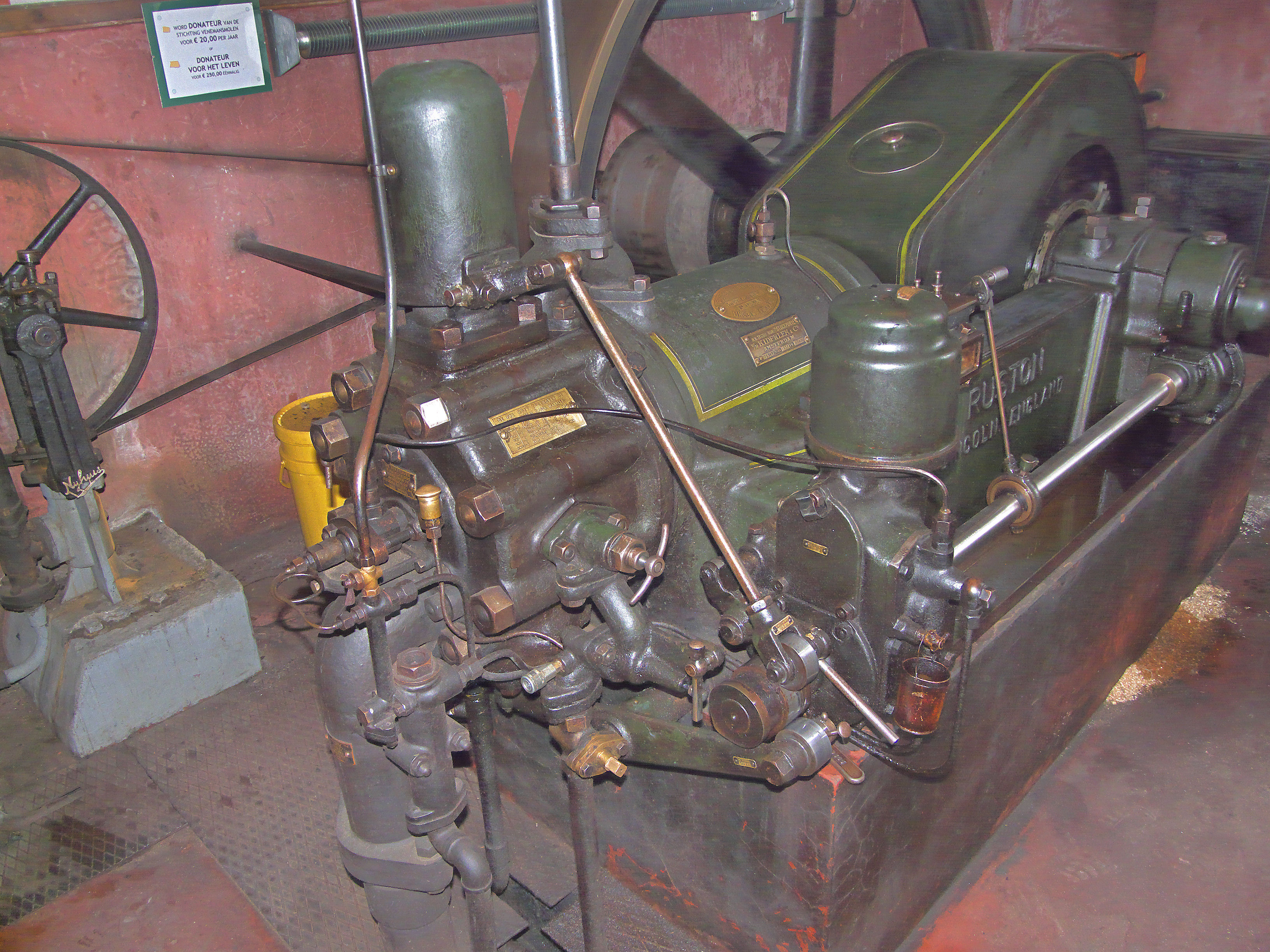
Dieselmotor in de Venemansmolen

Ruston & Hornsby, later bekend als Ruston, was een leverancier van industrieel materieel gevestigd in Lincoln, Engeland.
Het bedrijf, waarvan de historie teruggaat tot 1840, was bekend als fabrikant van smal- en normaalsporige diesellocomotieven. Andere producten waren shovels op stoom, auto's, stoomlocomotieven, verbrandingsmotoren en gasturbines.
De laatste locomotief werd gebouwd in 1967.